# Pedro Malta
Pedro Francisco Barbosa Malta (Recife, 8 de abril de 1994) é um ator brasileiro.
Começou a carreira ainda criança, interpretando o Felipe de Coração de Estudante. Atuou em outras novelas da Rede Globo nos anos seguintes, mas em 2005 fez uma novela da Record: Prova de Amor, onde interpretou dois irmãos gêmeos. Também participou de filmes, onde contracenou com Renato Aragão, Xuxa e outros famosos.
Em 2017 volta para as novelas em O Rico e Lázaro.

## Biografia
Nascido em Recife, é descendente de holandeses.[carece de fontes?] Aos 2 anos e meio, foi levado por um amigo da família a uma agência de publicidade e fez o primeiro comercial, para um shopping. Esse foi o começo de tudo, pois daí em diante não parou mais de receber convites para comerciais e desfiles. Toda gravação ou desfile para ele era motivo de brincadeiras. Fez várias campanhas publicitárias. Aos 5 anos de idade, foi convidado para fazer o piloto de um programa, juntamente com o apresentador Flávio Barra. Esse piloto foi aprovado, e se tornou um ótimo entretenimento todas as tardes, numa das emissoras de televisão local. Foi também em Recife que fez o seu primeiro curta-metragem.
Foi um projeto da Fundação Gilberto Freyre, denominada de “Assombrações do Recife Velho“. Foram feitos onze filmes, baseados em lendas urbanas, ricamente relatadas pelo Gilberto Freyre. O curta-metragem que protagonizou, recebeu o título de “O Fantasma do Menino Feliz”.
Mas, foi no final do ano de 2001, em visita a avó, que residia no Rio de Janeiro que a sua vida mudou radicalmente. Sua irmã, lendo em uma revista que estavam a procura de um menino na faixa de idade de 7 ou 8 anos, para ser filho do Fábio Assunção, na novela Coração de Estudante, resolveu enviar para a Rede Globo o seu curriculum-vitae. Poucos dias depois estavam chamando-o para fazer um teste. No dia marcado foi chamado pelo Produtor de Elenco, Luiz Antonio Rocha. A expectativa era desesperadora. Só teve resposta do teste, definitivamente, no dia da apresentação do elenco à imprensa. Em 2002 recebeu um prêmio no Domingão do Faustão, como Melhor Ator Mirim. Nesse mesmo ano, recebeu também do Jornal Extra, através do Canal do Voto dos leitores, o título de Melhor Ator Mirim de 2002. Em São Paulo, recebeu o Prêmio Magníficos, também como Melhor Ator Mirim de 2002. Recebeu também o 5º Prêmio Contigo, como Melhor Ator Mirim de 2002. Como Melhor Ator Mirim também recebeu o Prêmio Master 2003 pelo Jornal dos Clubes. Em 2003, também foi agraciado com o mesmo título pela Revista Conta Mais.
Recebeu também o Prêmio Austregésilo de Ataíde Destaque de 2002/2003. Outro trabalho o episódio do programa Brava Gente, intitulado “Entre o Céu e a Terra”, escrito por Marco Schiavon e dirigido pelo Roberto Farias. O personagem foi o Neto. Em um das transições de cena é possível notar o figurante PV Lopes correndo de um lado para o outro.
Após esse episódio, também fez a Mini-série A Casa das Sete Mulheres, com o personagem Marco Antonio. Essa mini-série foi dividida em três fases, ele participou da primeira delas. Em Kubanacan, o seu personagem, Gabriel, sofria de leucemia. Depois veio a novela Começar de Novo, e seu personagem, o Pepê, via ETs, conversava com eles, frequentava naves espaciais. O personagem Neto tinha o mesmo problema de Lipe, mas, só que quem bebia era o pai. O Gabriel, Era todo enrolado: o pai que não era o pai, a mãe, que fugiu com a outra filha e o abandonou, depois foi descoberto que sofria de leucemia.
Ao chegar na Rede Record, recebeu de Tiago Santiago, autor da novela Prova de Amor o papel dos gêmeos Eduardo e Ricardo, papéis que o fizeram receber da Revista Contigo! o prêmio de melhor ator-mirim de 2006. Fez também na Rede Record a novela Vidas Opostas, com o personagem Felipe. Só que esse Felipe, era arrogante, preconceituoso, antipático. Durante esse tempo dublou o filme Um Cão do Outro Mundo. Dublou a voz do protagonista Liam Aiken, que fez o personagem Owen.
A novela substituta de Vidas Opostas foi Caminhos do Coração, novela essa que Pedro Malta interpretou um "mutante" chamado Eugênio. Esse personagem foi o primeiro que ele interpretou de sua idade. Também foi em Caminhos do Coração que ele deu seu primeiro beijo técnico. Fez a peça teatral É o Bicho! A Ordem Natural das Coisas. Peça de Evaldo Mocarzel, com direção de Rosi Campos e Cláudia Borioni. Também fez João e Maria, um musical infantil, numa adaptação de Pedro Murad, com direção de Gabriel Cortez e Marco Rosa. No filme de Renato Aragão Didi Quer Ser Criança o personagem foi outro Felipe, o melhor amigo do Didi. Com a Xuxa, fez Xuxinha e Guto Contra os Monstros do Espaço.
Em Curta-metragem: 16 mm O Farol de Santo Agostinho: Esse curta-metragem faz parte de um projeto exibido pela TV Educativa no Projeto Curta-Brasil/Curta-Criança. Foi escrito e dirigido por Marco Schiavon. Arraiada, Esse, escrito e roteirizado por Henrique Rossi, teve o apoio da Universidade Federal Fluminense. Arraiada foi classificado , ficando entre os oito (8) para concorrer no 34° Festival de Cinema de Gramado. Também foi classificado para concorrer no 4° Curta Santos (SP) - Prêmio Chico Botelho. Esse prêmio ele ganhou como Melhor Ator 2006. E, dessa vez, não foi mirim.
Em 2021, formou-se em Rádio e TV.

## Vida pessoal
Em 26 de maio de 2021, casou-se com Fernanda Lacerda, numa cerimônia remota, realizada por chamada de vídeo, devido às restrições impostas pela pandemia de COVID-19. Em 04 de março de 2023, nasceu o seu primeiro filho, Dante, fruto do seu primeiro casamento.

## Filmografia

### Televisão
| Ano  | Título                   | Personagem                                  | Notas                             |
| ---- | ------------------------ | ------------------------------------------- | --------------------------------- |
| 2002 | Brava Gente              | Neto                                        | Episódio: "Entre o Céu e a Terra" |
| 2002 | Coração de Estudante     | Felipe Mendes Feitosa (Lipe)                |                                   |
| 2003 | A Casa das Sete Mulheres | Marco Antônio (criança)                     | Episódios: "7–20 de janeiro"      |
| 2003 | Kubanacan                | Gabriel Ortiz Maroto                        |                                   |
| 2004 | Começar de Novo          | Pepê Gautama Silveira                       |                                   |
| 2005 | Prova de Amor            | Ricardo Martins Pena Marinho / João Pereira |                                   |
| 2005 | Prova de Amor            | Eduardo Martins Pena Marinho (Dudu)         |                                   |
| 2006 | Vidas Opostas            | Felipe Nogueira                             |                                   |
| 2007 | Caminhos do Coração      | Eugênio Menezes Figueira (Gêninho)          |                                   |
| 2008 | Os Mutantes              | Eugênio Menezes Figueira (Gêninho)          |                                   |
| 2009 | Promessas de Amor        | Eugênio Menezes Figueira (Gêninho)          |                                   |
| 2011 | Vidas em Jogo            | Marcolino Pereira Moraes                    |                                   |
| 2017 | O Rico e o Lázaro        | Tamuz                                       |                                   |
| 2020 | Tá Puxado                | Wallace                                     |                                   |

### Cinema
| Ano  | Título                                      | Personagem   | Notas          |
| ---- | ------------------------------------------- | ------------ | -------------- |
| 2003 | Um Cão do Outro Mundo                       | Owen         | Dublagem       |
| 2004 | Didi Quer Ser Criança                       | Filipinho    |                |
| 2005 | Xuxinha e Guto contra os Monstros do Espaço | Juliano      |                |
| 2005 | Arraiada                                    | Filipe       | Curta-metragem |
| 2005 | O Farol de Santo Agostinho                  | João         | Curta-metragem |
| 2019 | Recife Assombrado                           | Vinicius     | [ 6 ]          |
| 2020 | Goitaca                                     | Chefe Aimoré |                |

## Teatro
| Ano  | Título                                 | Personagem |
| ---- | -------------------------------------- | ---------- |
| 2004 | É o Bicho - A Ordem Natural das Coisas | Pedrinho   |
| 2004 | João e Maria                           | João       |

## Livros
- As vozes na minha cabeça só falam em versos, 23 de maio de 2024. 93 p. ASIN: B0D5415S5T[7]

## Prêmios e indicações
| Ano                       | Indicação               | Trabalho                         | Resultado      |
| Prêmio Contigo            | Prêmio Contigo          | Prêmio Contigo                   | Prêmio Contigo |
| ------------------------- | ----------------------- | -------------------------------- | -------------- |
| 2003                      | Melhor Ator Mirim       | Coração de Estudante             | Venceu         |
| 2004                      | Melhor Ator Mirim       | Kubanacan                        | Indicado       |
| 2005                      | Melhor Ator Mirim       | Começar de Novo                  | Indicado       |
| 2006                      | Melhor Ator Mirim       | Prova de Amor                    | Venceu         |
| 2007                      | Melhor Ator Mirim       | Vidas Opostas                    | Indicado       |
| 2008                      | Melhor Ator Mirim       | Caminhos do Coração              | Venceu         |
| 2009                      | Melhor Ator Mirim       | Os Mutantes: Caminhos do Coração | Indicado       |
| Prêmio Extra de Televisão |                         |                                  |                |
| 2002                      | Melhor Ator/Atriz Mirim | Coração de Estudante             | Venceu         |
| 2006                      | Melhor Ator/Atriz Mirim | Prova de Amor                    | Indicado       |
| Melhores do Ano           |                         |                                  |                |
| 2002                      | Melhor Ator Mirim       | Coração de Estudante             | Venceu         |
| 2004                      | Melhor Ator Mirim       | Começar de Novo                  | Indicado       |

### Outros prêmios
- 2002: Prêmio Magníficos SP - Melhor Ator Mirim
- 2002–2003: Prêmio Austregésilo de Ataíde - Destaque de 2002–2003
- 2003: Revista Conta Mais - Melhor Ator Mirim
- 2003: Prêmio Master - Melhor Ator Mirim, outorgado pelo Jornal Clubes
- 2006: Curta Santos Prêmio Chico Botelho - Melhor Ator de 2006